# Tamta Goduadze
Tamta Goduadze (gruzijski: თამთა გოდუაძე; grčki: Τάμτα Γκοντουάτζε; 10. januar 1981), poznata jednostavno kao Tamta, je gruzijsko-grčka pevačica. Prvo je stekla popularnost u Grčkoj 2004. godine zbog učešća u "Super Idol Greece", u kojem je zauzela drugo mjesto. U Grčkoj (i na Kipru) je izdala nekoliko albuma i singlova. Predstavljala je Kipar na Pesmi Evrovizije 2019. sa pesmom "Replay", završivši na 13. mestu sa 109 poena.

## Mladost
Tamta Goduadze je rođena i odrasla u Gruziji, gde je počela da peva sa pet godina. Kada je Goduadze imala 14 godina, udala se za svog 16-godišnjeg dečka i ubrzo rodila njihovu kćerku Annie. Dok je podizala ćerku, završila je srednju školu i pohađala je Državni univerzitet u Tbilisiju. Ona i njen suprug razveli su se nakon šest godina braka, a Goduadze je kasnije napustila Gruziju sa svojom kćerkom i doselila se u Grčku. Živjela je u Atini sa majkom i bratom.

## 2000-te
Godine 2003, dok je bila kućna pomoćnica u Atini, jedna od porodica za koje je Tamta radila, prijavila ju je na audiciju za "Super Idol Greece". Prošla je na takmičenje, a potom je postala finalist. Završila uje kao drugoplasirana (pobedio je Stavros Konstantinou). Nakon nastupa na Super Idolu, Tamta je potpisala ugovor sa grčkom izdavačkom kućom Minos EMI da započne muzičku karijeru. Njen prvi singl "Eisai To Allo Mou Miso" sa Stavrosom Konstantinouom objavljen je 2004. godine.
Početkom 2006. objavila je svoj prvi studijski album "Tamta" od MINOS EMI. Iste godine je dobila nagradu "Najbolji novi umetnik" i počela je nastupati uživo.
U januaru 2007. godine, Helenski radio i televizija (ERT), najavila je njeno učešće u grčkom nacionalnom izboru za Pesmu Evrovizije 2007, na kojem se takmičila sa pesmom "With Love". Uprkos tome što je bila treća, "VžWith Love" je postala veoma uspešna pesma u Grčkoj. Njen drugi studijski album "Agapise me" je objavljen 16. maja 2007.
U junu 2008. godine, Goduadze je u jednom intervjuu izjavila da bi volela da predstavlja Kipar na Evroviziji 2009. Glasine su takođe navele da je Kiparska radiodifuzna korporacija (CyBC) bila u kontaktu sa njom od maja te godine. Kao odgovor, grčki mediji su takođe tražili da ERT izabere Goduadze da predstavlja Grčku na Evroviziji 2009, nakon sumnji u favorizovanje zemalja Istočnog bloka na Pesmi Evrovizije 2008. Glasine na kraju nisu se materijalizovale i ERT je izabrao Sakisa Rouvasa za takmičenje za 2009. godinu.
Početkom 2009, Goduadze je objavila singl "Koita me" na radiju kao prvi singl sa svog nadolazećeg albuma.

## 2010-te
U martu 2010. objavila je svoj treći studijski album "Tharros I Alitheia". Goduadze je objavio i singl istoimenog imena sa Sakisom Rouvasom. Goduadze je 2011. objavila dva singla: "Zise To Apisteuto" i "Tonight" sa Clayidee & Playmenima. Iste godine nastupala je uživo u Solunu sa Sakisom Rouvasom i Eleni Foureirom.
2012. je objavila dva singla: "Niose Tin Kardia" i "Konta Sou". Godine 2013. izdala je singlove "S 'Agapao" i "Pare Me".
U 2014. Tamta je objavila singlove "Gennithika Gia Sena" sa Ksenijom Ghali i "Den Eimai Oti Nomizeis". 2015. godine je bila sudija i mentor u "X Factor Georgia". Tamta je 2015. godine objavila singl "Unloved" sa kojim je trebalo da predstavlja Grčku na Pesmi Evrovizije 2015, međutim to se nije ostvarilo. U 2016. Tamta je objavila singl "To Kati Parapano". Od aprila 2016. do aprila 2017. bila je sudija i mentor u "The X Factor Greece".
Takođe, 2017. godine izdala je singlove "Protimo", "Ilious Kai Thalasses" i "More Than A Summer Love". U sezoni 2017.-2018, Tamta je odigrala ulogu Sally Bowles u grčkoj verziji mjuzikla "Cabaret". 2018. godine, izdala je singl "Arkes Kalokairiou" sa engleskom verzijom "Tag You In My Sky". Krajem 2018, Tamta je izdala svoju prvu kolekciju odeće sa Atrattivo.
U decembru 2018. godine otkriveno je da će Tamta predstavljati Kipar na Pesmi Evrovizije 2019. sa pjesmom "Replay". Tamti je ranije bila ponuđena prilika da predstavlja Kipar na Pesmi Evrovizije 2018. godine sa pjesmom "Fuego", ali je odbila ponudu zbog ranije zakazanih obaveza, a na Evroviziju je išla Eleni Foureira koja je bila druga. Pesmu "Replay" je napisao Alex P. koji je napisao i "Fuego". Spot za "Replay" je predstavljen 5. marta 2019. godine. Na Pesmi Evrovizije Tamta je bila 13. sa 109 osvojenih bodova.